# High Flying Bird
Pour plus de détails, voir Fiche technique et Distribution.
High Flying Bird est un film américain réalisé par Steven Soderbergh et sorti en 2019 sur Netflix.
Le film met en scène un agent de joueurs de NBA en plein lock-out. Il est entrecoupé de témoignages de véritables joueurs de basket-ball (Reggie Jackson, Karl-Anthony Towns et Donovan Mitchell) évoquant leur propre expérience de rookies.

## Synopsis
Ray Burke est agent de joueurs de NBA, la ligue américaine de basket-ball. En plein lock-out, il tente de convaincre l'un de ses clients, dont c’est la première saison professionnelle, d’accepter une opportunité commerciale controversée.

## Fiche technique
Sauf indication contraire, les informations mentionnées dans cette section peuvent être confirmées par la base de données cinématographiques IMDb,  présente dans la section « Liens externes ».
- Titre original et français : High Flying Bird
- Réalisation : Steven Soderbergh
- Scénario : Tarell Alvin McCraney
- Décors : Andy Eklund
- Costumes : Marci Rodgers
- Photographie : Steven Soderbergh (sous le pseudonyme de Peter Andrews)
- Montage : Steven Soderbergh (sous le pseudonyme de Mary Ann Bernard)
- Musique : David Wilder Savage
- Production : Joseph Malloch

Producteur délégué : André Holland et Ken Meyer
Producteur associé : Robert T. Striem
- Sociétés de production : Extension 765 et Harper Road Films
- Société de distribution : Netflix (États-Unis, France)
- Budget : 2 millions de dollars[2]
- Pays de production :  États-Unis
- Langue originale : anglais
- Format : couleur
- Genre : drame sportif
- Durée : 90 minutes
- Dates de sortie[3] :
  - États-Unis : 27 janvier 2019 (Slamdance Film Festival)
  - Monde : : 8 février 2019 (sur Netflix)

## Distribution
- André Holland (VF : Jean-Baptiste Anoumon) : Ray Burke
- Melvin Gregg (VF : Diouc Koma) : Erick Scott
- Zazie Beetz (VF : Corinne Wellong) : Sam
- Zachary Quinto (VF : Olivier Cordina) : David Starr
- Michelle Ang : Rachel
- Jeryl Prescott (VF : Virginie Emane) : Emera Umber
- Bill Duke (VF : Pascal Vilmen) : Spencer
- Kyle MacLachlan (VF : Christian Gonon) : David Seton
- Sonja Sohn (VF : Juliette Poissonnier) : Myra
- Caleb McLaughlin (VF : Simon Koukissa) : Darius
- Shannon Sharpe (VF : Jean-Paul Pitolin) : lui-même
- Harry Edwards : lui-même
- Reggie Jackson : lui-même
- Karl-Anthony Towns : lui-même
- Donovan Mitchell : lui-même

Source et légende : version française (VF) selon le carton de doublage de Netflix.

## Production
En octobre 2017, il est annoncé qu'André Holland tiendra le rôle principal d'un film réalisé par Steven Soderbergh, d'après un scénario de Tarell Alvin McCraney et produit par Extenstion 765,. André Holland et Steven Soderbergh s'étaient déjà croisés pour la série télévisée The Knick.
En mars 2018, Zazie Beetz et Kyle MacLachlan rejoignent la distribution,. En avril 2018, Melvin Gregg obtient lui aussi un rôle.
Le tournage débute en février 2018 à New York et s'achève le 15 mars 2018. La production est très rapide : un tournage en seulement deux semaines et un premier montage provisoire fait en 2h30. Comme pour son précédent film Paranoïa (2018), Steven Soderbergh effectue les prises de vue avec un iPhone 8.

## Accueil
Le film reçoit des critiques globalement positives. Sur l'agrégateur américain Rotten Tomatoes, il récolte 93% d'opinions favorables pour 128 critiques et une note moyenne de 7,38⁄10. Sur Metacritic, il obtient une note moyenne de 78⁄100 pour 23 critiques.